# Zigera absorbens
Zigera absorbens är en fjärilsart som beskrevs av Walker 1864. Zigera absorbens ingår i släktet Zigera och familjen nattflyn. Inga underarter finns listade i Catalogue of Life.